# Moriz Menzinger

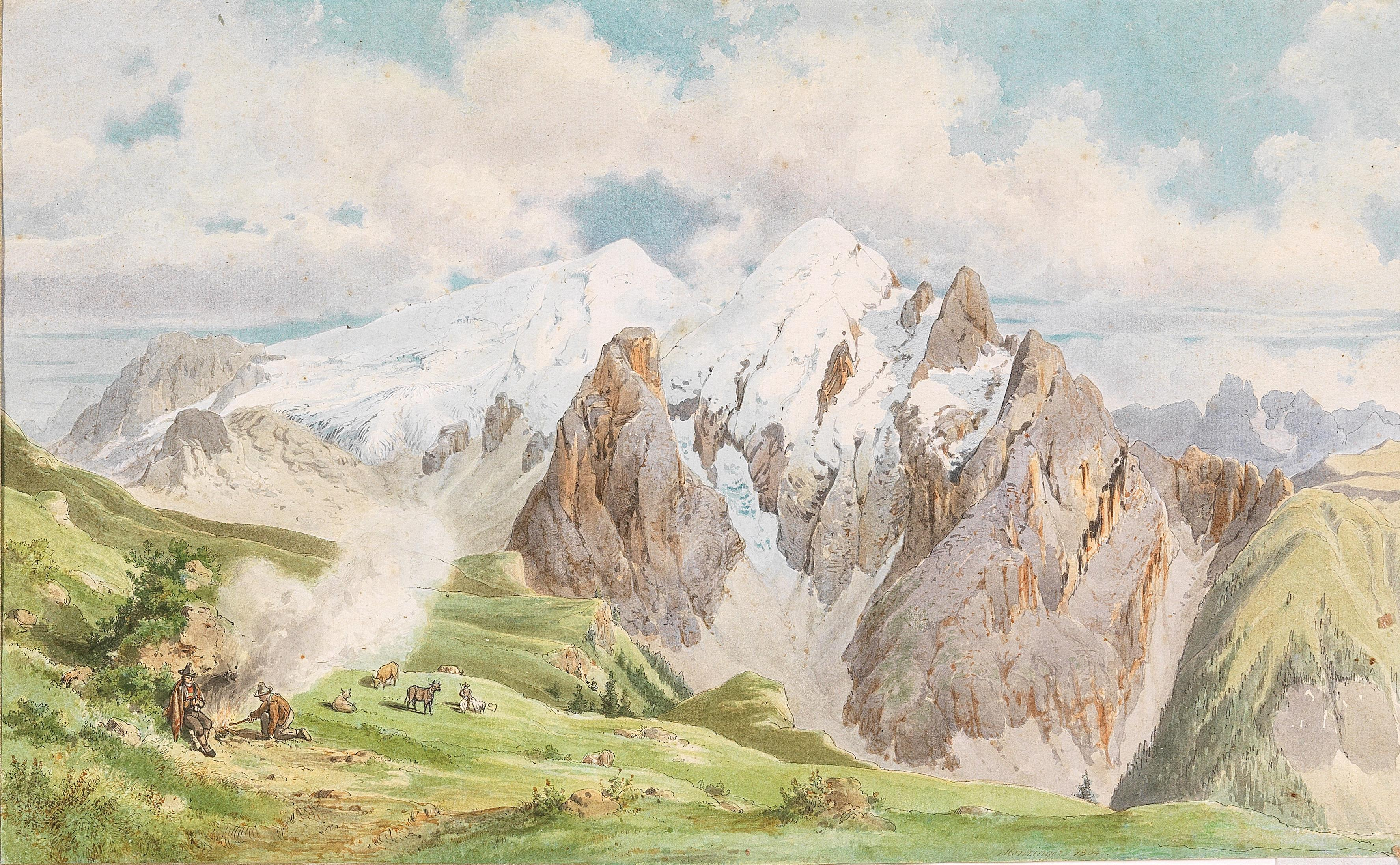
Moriz Menzinger: Dolomiten, 1864

Moriz Menzinger (* 15. Juli 1832 in Karánsebes; † 12. Februar 1914 in Überlingen) war ein liechtensteinischer Offizier in der österreichischen Armee, Zeichner und Aquarellist.

## Biografie

### Familie
Moriz Menzinger war der älteste Sohn des liechtensteinischen Landesverwesers Johann Michael Menzinger und der Luise, geb. Schreiber, Tochter eines österreichischen Militärarztes. Drei seiner acht Geschwister lebten bis ins Erwachsenenalter. Menzinger blieb ledig.
Seine Schwester Anna war mit dem liechtensteinischen Juristen und Politiker Markus Kessler verheiratet. 1877 wurde dieser Bürgermeister von Sigmaringen, damals Sitz der preußischen Regierung für die Hohenzollernschen Lande.
Menzingers Großvater, der 1740 in Meßkirch geborene Franz Xaver Menzinger, war von 1788 bis 1808 Landvogt zu Vaduz.
Durch seine Großmutter war er auch verwandt mit dem Illustrator und Kostümbildner am Hoftheater in Wien, Philipp von Stubenrauch.

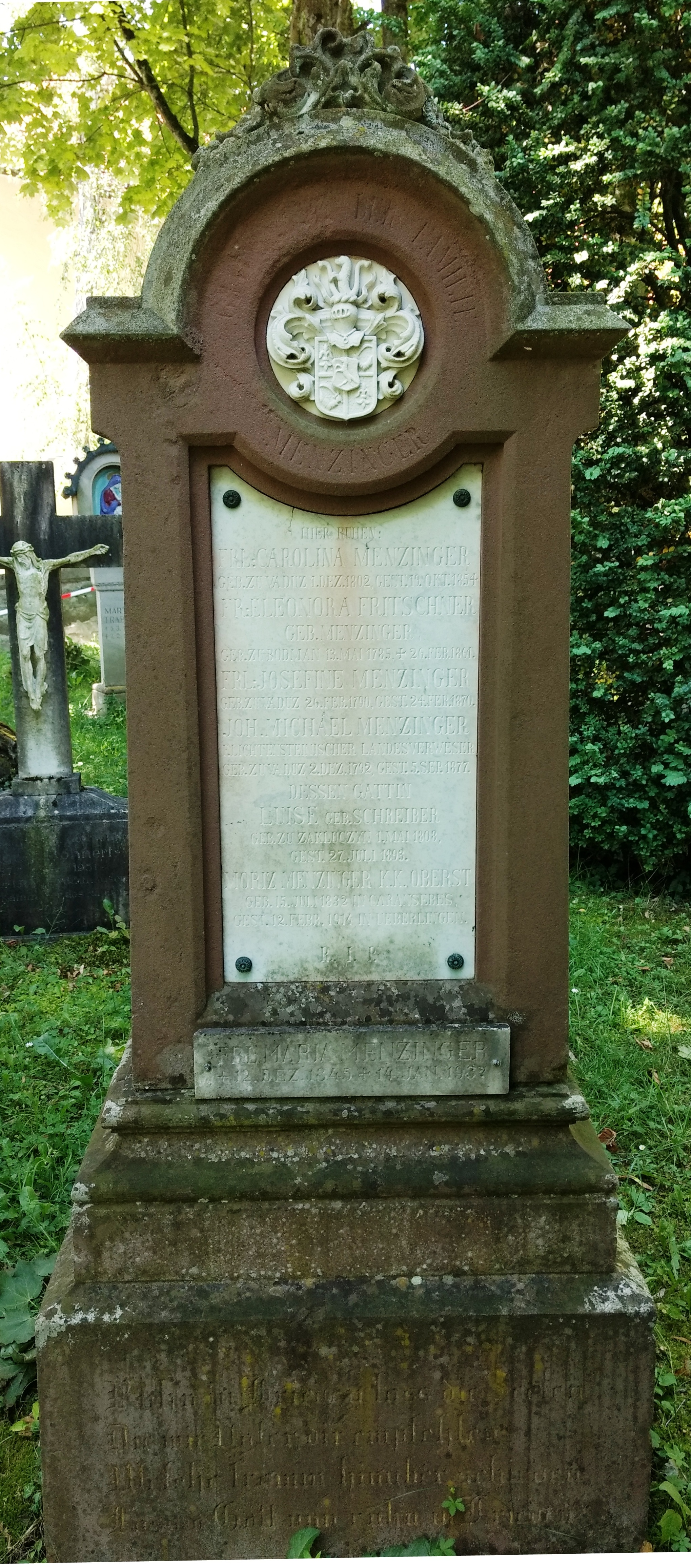
Grab der Familie Menzinger in Überlingen

Das Grab der Familie Menzinger, in dem zehn Mitglieder der Familie zwischen 1756 und 1937 beigesetzt wurden, stand im Alten Friedhof von Überlingen. Es wird nicht mehr gepflegt, der Grabstein steht aber entlang der südlichen Mauer des Friedhofs.
Grab

### Schule
Nach dem Besuch von Gymnasialklassen in Feldkirch und Hall wurde Menzinger ab 1848 für die Offizierslaufbahn in der Kadettenschule in Sigmaringen ausgebildet. Dort begann eine lebenslange Freundschaft mit dem späteren Hauptmann und Landestechniker Peter Rheinberger, der auch aus Vaduz stammte. In 1849 waren beide als Leutnants während der Badischen Revolution von 1848/1849 an Gefechten beteiligt. Frühe Skizzen aus seiner Schulzeit in Hall lassen vermuten, dass er dort Zeichenunterricht genoss, seine Lehrer sind aber nicht bekannt.

### Künstlerisches Schaffen
Nachdem Menzinger als Offizier in liechtensteinischen Bundeskontingenten beurlaubt wurde, wohnte er ab 1849 wieder in Vaduz und fertigte Landschaftsskizzen von Liechtenstein an, die sich heute im Städtischen Museum in Überlingen befinden.
Obwohl er seine militärische Laufbahn im Alter von 22 Jahren einschlug, widmete er sich stets nebenbei seinen künstlerischen Begabungen. Er fertigte sowohl Bleistiftzeichnungen als auch Aquarelle von den Landschaften an, wo immer er gerade stationiert war, und nahm im Alter von knapp 40 Jahren eine Auszeit für ein Kunststudium in Wien. Er stellte seine Aquarelle auf den Wiener Jahresausstellungen in den Jahren 1869, 1871, 1872 und 1874 aus.
Nach seinem Ausscheiden aus der Armee in 1889 ließ er sich in Überlingen am Bodensee nieder; er unternahm Reisen in die Schweiz und nach Liechtenstein, wo sein Bruder Ludwig ein Haus auf Masescha bei Triesenberg baute, und malte weiter Landschaften.

### Militärische Laufbahn
Da die liechtensteinische Armee keine Verwendung für ihn hatte, trat Menzinger am 1. Juni 1856 in die österreichische Armee ein. 1868/1869 wurde er Lehrer an einer Kadettenschule in Mähren. 1870/1871 wurde er für zwei Jahre von der Armee beurlaubt, damit er an der Akademie der Bildenden Künste Wien studieren konnte. In den Jahren bis zu seiner Pensionierung am 1. Oktober 1889 wurde er als Zeichenlehrer an verschiedenen Militärschulen eingesetzt. In 1910 wurde er noch im Ruhestand durch Kaiser Franz Joseph I. von Österreich zum Obersten erhoben.

## Werke
Sein Nachlass wurde von seiner jüngsten, ledigen Schwester Marie Menzinger dem Städtischen Museum in Überlingen vermacht. Ein Teil seiner Aquarelle und Familienporträts fielen dort 1936 einem Brand zum Opfer, etwa 550 Blätter blieben erhalten.  In 1982 wurde vom Liechtensteinischen Landesmuseum eine Jubiläumsausstellung seiner Werke organisiert.
Anlässlich des 150. Geburtstags von Menzinger gab das Fürstentum Liechtenstein im Jahr 1982 eine dreiteilige Briefmarkenserie mit Abbildungen seiner Landschaftsbilder heraus: Eine 40-Rappen-Marke mit dem Motiv Neu Schellenberg (gemalt 1861), eine 50-Rappen-Marke mit einer Ansicht von Vaduz (gemalt 1860) sowie eine 100-Rappen-Marke mit dem Kirchhügel von Bendern und dem Alpenrhein vor seiner Begradigung im Vordergrund (gemalt 1868). Die Gravur der Entwürfe besorgte der österreichische Briefmarkenkünstler Wolfgang Seidel (* 1946).
Vier vermutlich auf Menzinger zurückgehende Gemälde dienten Adolf Tuma als Motiv-Grundlage einer 2011 herausgegebenen Briefmarkenserie der Liechtensteinischen Post AG.